# Le vie del cielo
Le vie del cielo (Three Guys Named Mike), è un film del 1951 diretto da Charles Walters. Il film, pensato inizialmente per June Allyson, fa parte di un piccolo gruppo di pellicole per cui la Metro-Goldwyn-Mayer non rinnovò mai i diritti.

## Trama
Una giovane hostess, proveniente da una piccola città, ed alle sue prime esperienze di volo finisce per allacciare tre relazioni sentimentali con altrettanti uomini tutti di nome Mike: un pilota d'aerei, uno squattrinato professore universitario e un uomo d'affari. All'inizio riesce a tenerle tutte in piedi, ma quando la cosa viene a galla è chiamata a decidere con chi vuole stare davvero.